# Elaphropeza anae
Elaphropeza anae är en tvåvingeart som beskrevs av Yang och Stephen D. Gaimari 2005. Elaphropeza anae ingår i släktet Elaphropeza och familjen puckeldansflugor. Inga underarter finns listade i Catalogue of Life.